# Romy Krommert
Romy Krommert (12 juli 1992) is een voormalig Nederlands zangeres en (musical)actrice. Ze is onder meer bekend van het televisieprogramma Checkpoint, waaraan ze drie seizoenen heeft deelgenomen. Ook heeft ze meegespeeld in diverse televisieseries, films en reclamespots. Bij Young Princess Stars ontwikkelde ze zich als zangeres. Tussen 2007 en 2010 maakte ze deel uit van de meidengroep DJULI. Van 2014 tot 2015 trad ze op met de formatie Jamyro. Daarnaast was ze te zien in het EO-programma Hufterproef.
Krommerts acteercarrière is nooit echt van de grond gekomen. Zij probeerde zich nog op de kaart te zetten door een borstvergroting en andere cosmetische ingrepen te delen en promoten als influencer. Ook dat werd geen succes. Daarom besloot zij het roer om te gooien en achter de schermen te gaan werken. 

## Biografie en carrière
Krommert was deelnemer in het televisieprogramma Checkpoint. Ze maakte haar opwachting in het eerste seizoen hiervan. Na het derde seizoen verliet ze Checkpoint. Samen met Gino, ook uit Checkpoint, vormde ze het duo L.O.S. In 2013 stopte deze formatie en kwam ze bij Starz. Van 2014 tot 2015 was ze lid van Jamyro. In 2019 had zij een rol in de remixmuziekvideo van de single van Bizzey getiteld Last Talent Standing.